# Röhrmoos
Röhrmoos là một đô thị ở huyện Dachau bang Bayern nước Đức. Đô thị Röhrmoos có diện tích 31,74 km², dân số thời điểm ngày 31 tháng 12 năm 2006 là 6342 người. Đô thị nằy có khoảng cách khoảng 25 km về phía tây bắc München.
Röhrmoos có 14 khu vực (Gemarkungen): 
| - Arzbach (nguyên là Arruzzapah) - Biberbach (nguyên là Piparpah) - Durchsamsried (nguyên là Urchaim) - Großinzemoos (nguyên là Inzimos) - Kleininzemoos | - Mariabrunn (nguyên là Prunna) - Purtlhof (originallyPurtalahova) - Riedenzhofen (nguyên là Hruodineshofen) - Röhrmoos Dorf (Roraga mussea) and Station - Rudelzhofen (Rudalhouen) | - Schillhofen (nguyên là Shilinhofen) - Schönbrunn (nguyên là Prunnon) - Sigmertshausen (nguyên là Sigmaneshusir) - Zieglberg (nguyên là Zieglstadlpersonal và Jägerhaus) |